# Rue des Ursulines
Rue des Ursulines är en gata i Quartier du Val-de-Grâce i Paris 5:e arrondissement. Gatan är uppkallad efter det forna Couvent des Ursulines. Rue des Ursulines börjar vid Rue Gay-Lussac 52 och slutar vid Rue Saint-Jacques 245. 

## Bilder
| - Gatuskylt. - Det forna ursulinneklostrets kapell. - Ingången till Villa Louis-Pasteur. - Val-de-Grâce. |

## Omgivningar
- Saint-Jacques-du-Haut-Pas
- Val-de-Grâce
- Institut national des jeunes sourds de Paris
- Rue Amyot
- École normale supérieure vid Rue d'Ulm
- Villa Louis-Pasteur

## Kommunikationer
- Pendeltåg – linje B – Luxembourg station
- Busshållplats Saint-Jacques – Gay-Lussac – Paris bussnät, linjerna 21 24 27

### Webbkällor
- ”Rue des Ursulines”. Mairie de Paris. https://web.archive.org/web/20160303201404/http://www.v2asp.paris.fr/commun/v2asp/v2/nomenclature_voies/Voieactu/9578.nom.htm. Läst 28 mars 2022.
- ”Rue des Ursulines (5ème arrondissement)”. Les rues de Paris. https://web.archive.org/web/20171105052119/http://www.parisrues.com/rues05/paris-05-rue-des-ursulines.html. Läst 28 mars 2022.